# Trováton
Trováton är en ort i Grekland.   Den ligger i prefekturen Nomós Evrytanías och regionen Grekiska fastlandet, i den centrala delen av landet, 230 km nordväst om huvudstaden Aten. Trováton ligger 977 meter över havet och antalet invånare är 132.
Terrängen runt Trováton är bergig västerut, men österut är den kuperad. Trováton ligger nere i en dal. Runt Trováton är det mycket glesbefolkat, med 4 invånare per kvadratkilometer. Närmaste större samhälle är Epinianá, 7,9 km söder om Trováton. I omgivningarna runt Trováton växer i huvudsak blandskog.